# اورت اسلون
اورت اسلون (انگلیسی: Everett Sloane؛ ۱ اکتبر ۱۹۰۹ – ۶ اوت ۱۹۶۵) هنرپیشه اهل ایالات متحده آمریکا بود.
از فیلم‌هایی که وی در آن نقش داشته است، می‌توان به یاغی‌ها، همشهری کین، بانویی از شانگهای، شاهزاده‌ای که دزد بود، شور زندگی، پرنس روباهان، فریب‌خورده و خدمتکار نامرتب اشاره کرد.